# Neptunova kašna (Valtice)
Neptunova kašna je objekt, který se nachází ve Sklepní ulici východně od zámku ve Valticích v okrese Břeclav v Jihomoravském kraji. Kašna, vytvořená kolem roku 1800 v barokním a klasicistním stylu, je součástí unikátního kompozičního záměru, budovaného Lichtenštejny v přírodním rámci na moravsko-rakouském pomezí.  Dílo je chráněno jako kulturní památka České republiky a zároveň je součástí Lednicko-valtické kulturní krajiny, zapsané v roce 1996 na seznam Světového dědictví UNESCO.

## Popis

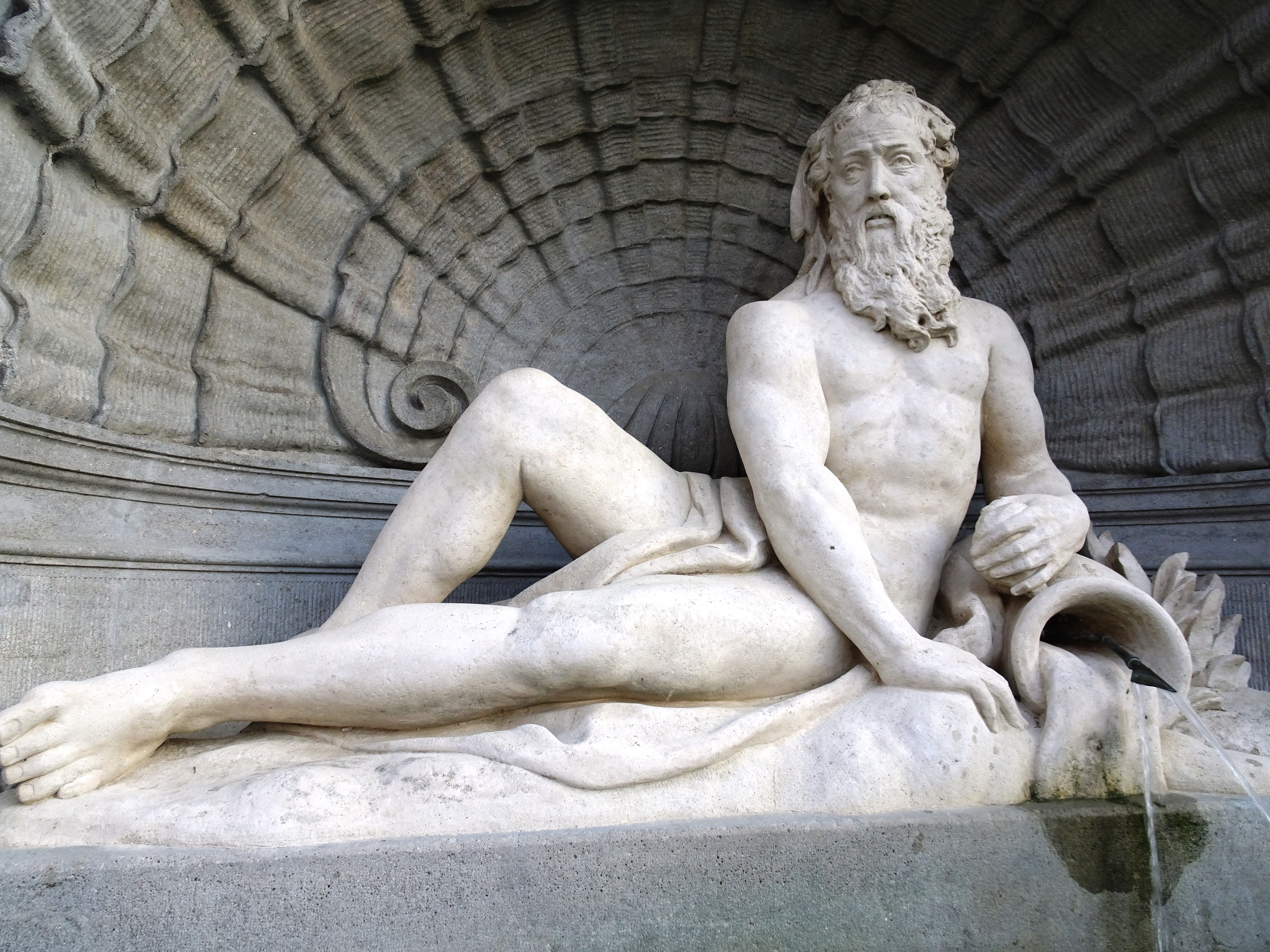
Socha Neptuna

Kašna je situována severozápadně od valtického zámku, kde je součástí starší ohradní zdi. Její součástí je skulptura polosedícího muže zpodobňujícího římského boha Neptuna.
Socha má podobu neoděného staršího svalnatého muže. Hlavu mu pokrývají přerostlé vlasy a tváře zakrývá plnovous. Jeho pravá noha je pokrčená a levá natažená. Pod levou rukou se nachází překocený džbán, z něhož do nádrže obdélníkového tvaru vytéká proud vody.
Na přelomu let 2017 a 2018 prošla památka rekonstrukcí, při níž byla zabezpečena proti vlhkosti, opravila se pískovcová dlažba či kamenné zdivo. Částkou ve výši sto tisíc korun českých na práce přispěl soukromý investor a dalších sto šedesát tisíc přidal krajský úřad Jihomoravského kraje. Zbytek doplatilo město Valtice.